# Rio Piriá (vattendrag i Brasilien, Pará, lat -1,70, long -50,05)
Rio Piriá är ett vattendrag i Brasilien.   Det ligger i delstaten Pará, i den nordöstra delen av landet, 1 600 km norr om huvudstaden Brasília. Rio Piriá ligger på ön Ilha de Marajó.
I omgivningarna runt Rio Piriá växer i huvudsak städsegrön lövskog.